# Bisnius nigriventris
Bisnius nigriventris är en skalbaggsart som först beskrevs av Thomson 1867.  Bisnius nigriventris ingår i släktet Bisnius, och familjen kortvingar. Arten är reproducerande i Sverige.